# Woldemar Kalkoff
Woldemar Kalkoff (* 10. Oktober 1900; † 12. April 1945) war ein deutscher Jurist, Amtshauptmann und Landrat.

## Leben und Wirken
Nach Schulbesuch, Studium der Rechtswissenschaften und Promotion an der Universität Leipzig mit einer Schrift über Die Besonderheiten des Strafverfahrens gegen Jugendliche legte er am 10. November 1928 die juristische große Staatsprüfung ab. Er trat in den öffentlichen Dienst ein und wurde zum Regierungsrat befördert. Beschäftigt war er in der Amtshauptmannschaft Flöha.
Mit Wirkung vom 1. August 1938 wurde er zum Amtshauptmann in der Amtshauptmannschaft Flöha ernannt. Er blieb dort, ab 1. Januar 1939 mit der neuen Amtsbezeichnung Landrat, bis zu seiner 1944 erfolgten Einberufung zur deutschen Wehrmacht.